# Maksim Nenachov
Maksim Maksimovič Nenachov (in russo Максим Максимович Ненахов?; Krasnogorsk, 13 dicembre 1998) è un calciatore russo, difensore della Lokomotiv Mosca.

## Caratteristiche tecniche
È un terzino sinistro che può giocare anche nella fascia opposta.

## Carriera
Cresciuto nel settore giovanile della Dinamo Mosca, dal 2017 al 2019 ha giocato in prestito in seconda divisione con le maglie di Tjumen' e SKA-Chabarovsk. Nel luglio 2019 è stato ceduto a titolo definitivo al Rotor, dove ha disputato sei mesi da titolare prima di accettare la chiamata dell'Achmat Groznyj il 15 gennaio 2020.
Ha esordito in Prem'er-Liga il 29 febbraio 2020 disputando l'incontro pareggiato 1-1 contro il Rostov.

## Palmarès

### Club

#### Competizioni nazionali
- Pervenstvo Futbol'noj Nacional'noj Ligi: 1

Rotor: 2019-2020